# Національний транспортний університет

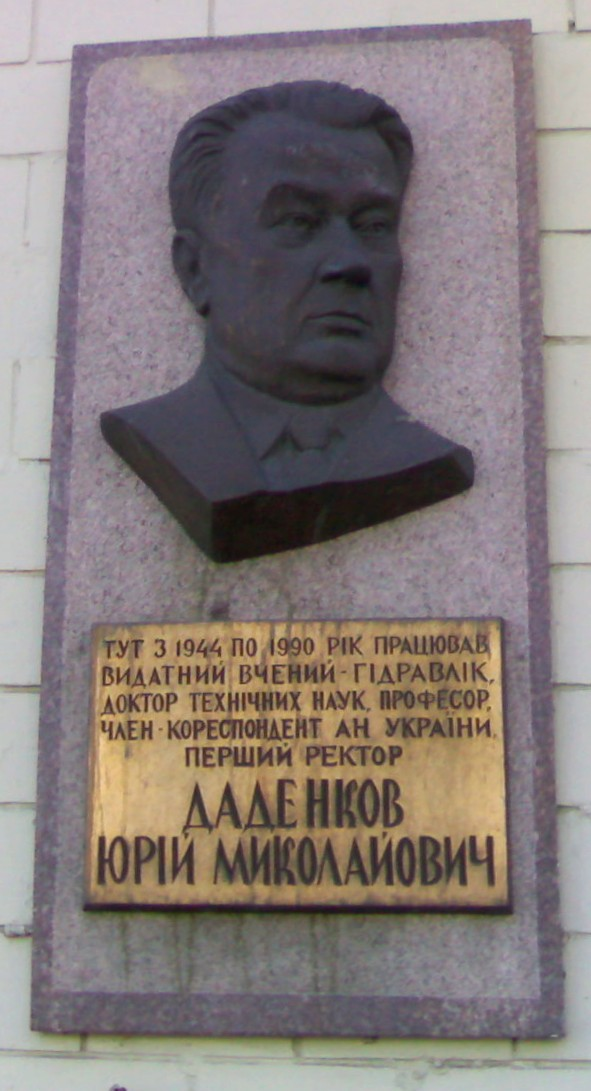
Меморіальна дошка Даденкова Ю. М. на головному корпусі Національного транспортного університету у Києві

Націона́льний тра́нспортний університе́т (НТУ) — вищий навчальний заклад IV рівня акредитації в Києві. Головний корпус розташований в капітально реконструйованій будівлі колишньої Києво-Печерської гімназії.

## Історія
- 1944 рік — розпорядженням Ради Народних комісарів СРСР № 11.06-р від 7 листопада 1944 року засновано Київський автомобільно-дорожній інститут (КАДІ) — майбутній Національний транспортний університет (НТУ). Було створено два факультети — дорожній та механічний для підготовки фахівців з чотирьох спеціальностей: автомобільні дороги, мости, автомобілі та автомобільне господарство, дорожні машини і механізми. Директором КАДІ призначено Даденкова Юрія Миколайовича.
- У 1945 році в КАДІ навчалося 247 студентів і працювало 49 професорів, доцентів та викладачів. У повоєнний період першому директору щойно створеного інституту Ю. М. Даденкову (згодом — член-кореспондент АН України, впродовж багатьох років — Міністр вищої освіти України) вдалося залучити до викладацької роботи багатьох видатних вчених.
- 1958 рік — механічний факультет КАДІ перейменовано на автомобільний.
- 1959 рік — ректором КАДІ призначено Вериженка Євгена Петровича.
- 1964 рік — у КАДІ створено науково-дослідний сектор (надалі називався науковою частиною).
- 1965 рік — у КАДІ організовано інженерно-економічний факультет.
- 1970 рік — у КАДІ починає діяти підготовче відділення.
- 1975 рік — створено факультет підвищення кваліфікації.
- 1984 рік — ректором КАДІ призначено Канарчука Вадима Євгеновича.
- 1984 рік — інженерно-економічний факультет КАДІ реорганізовано у факультет економіки та експлуатації автомобільного транспорту.
- 1985 рік — у КАДІ організовано заочний факультет.
- 1987 рік — автомобільний факультет КАДІ реорганізовано в автомеханічний.
- 1990 рік — у КАДІ організовано загальноінженерний факультет.
- 1992 рік — на базі факультетів підвищення кваліфікації КАДІ створено факультет післядипломної освіти.
- 1992 рік — розпочинається діяльність освітнього комплексу у складі КАДІ та автомобільно-дорожніх, автотранспортних технікумів (коледжів) та технікумів транспортного будівництва України.
- 1993 рік — факультет економіки та експлуатації автомобільного транспорту перейменовано на факультет управління на транспорті.
- 1994 рік, серпень — після державної акредитації КАДІ отримує статус технічного університету, найвищий — IV рівень акредитації і назву Український транспортний університет (УТУ).
- 1998 рік — на базі підготовчого відділення та підготовчих курсів створено факультет довузівської підготовки.
- 1999 рік — на базі факультету післядипломної освіти створено Інститут економіки і бізнесу на транспорті УТУ.
- 2000 рік — УТУ отримує статус національного і теперішню назву — Національний транспортний університет (НТУ).
- 2000 рік — на базі наукової частини створено науково-дослідний інститут «Проблем транспорту і будівельних технологій».
- 2003 рік — ректором НТУ призначено професора Дмитриченка Миколу Федоровича, обраного конференцією трудового колективу університету.
- 2003 рік — рішенням Вченої ради університету від 1 жовтня 2003 року на базі заочного факультету НТУ створено Інститут заочного та дистанційного навчання НТУ.
- 2003 рік — університет знову визнано акредитованим за статусом вищого закладу освіти IV рівня.
- 2004 рік — факультет довузівської підготовки НТУ реорганізовано в Інститут доуніверситетської підготовки і міжнародного співробітництва НТУ.

- 2004 рік — факультет довузівської підготовки НТУ реорганізовано в Інститут доуніверситетської підготовки і міжнародного співробітництва НТУ.
- 2004 рік — в травні 2004 р. на кафедрі дорожньо-будівельних матеріалів і хімії було створено науково-дослідну лабораторію «Технологія матеріалів і конструкцій транспортного будівництва імені професора Сюньї Г. К.»
- Основні напрямки діяльності лабораторії спрямовані на розробку і впровадження нових довговічних матеріалів для автомобільних доріг, мостів і аеродромів.
- 2004 рік — входження до складу Національного транспортного університету Надвірнянського коледжу 1 рівня акредитації та Барського автомобільно-дорожнього технікуму 1 рівня акредитації.
- 2005 рік — Лауреатами державної премії України в галузі науки і техніки стали 5 провідних учених університету.
- 2005 рік — університет затверджений координатором проектів TEMPUS TASIS. Зараз університет бере участь в 20 міжнародних договорах про співробітництво. До виконання проектів залучено 29 зарубіжних ВНЗ.
- 2005 рік — університет нагороджено дипломом «Лідер транспортного комплексу України».
- 2005 рік — згідно рішення Вченої ради НТУ лабораторії «Гідравліки» кафедри мостів та тунелів присвоєно ім?я професора Даденкова Ю. М.
- 2006 рік — створення Криворізького навчально — консультаційного центру 4 рівня акредитації.
- 2006 рік — з метою підвищення якості підготовки фахівців згідно з наказом № 282 «Про реорганізацію факультетів» у липні 2006 року було створено нові факультети:
  - Економіки, менеджменту і права;
  - Транспортних та інформаційних технологій.
- 2007 рік — відкрито Навчально-консультаційний центр НТУ у м. Івано-Франківськ
- 2010 рік — Національний транспортний університет отримав в м. Болонья (Італія) сертифікат про приєднання до Великої Хартії Університетів.
- 2012 рік — укладена перша угода про співробітників між корпорацією ЄВРОКАР і НТУ. Згідно угод на виробництві створено 4 науково-виробничих комплекси і 35 філій кафедр.
- 2012 рік — до Національного транспортного університету було приєднано Львівське вище професійне училище транспортних технологій та сервісу як відокремлений структурний підрозділ.
- 2012 рік — НТУ став переможцем Всеукраїнського конкурсу «Винахід — 2011» в номінації «Кращий винахід — 2011».
- 2013 рік — комісія Європейського Союзу відзначила Національний транспортний університет високою нагородою «За управління великим партнерством».
- 2013 рік на Міжнародній виставці «Сучасні заклади освіти — 2013» НТУ був нагороджений Дипломом ГРАН-ПРІ «Лідер вищої освіти України» в номінації «Міжнародне співробітництво в галузі освіти і науки».
- 2013 рік — біля навчально-бібліотечного корпусу по вул. Михайла Бойчука (Кіквідзе), 42 відкрито філію Міжнародного освітянського центру університету, де задіяно два мультимедійних комп'ютерних класи на 25 комп'ютерних місць в кожному.
- 2013 рік — до НТУ приєднано Київський транспортно-економічний коледж.
- 2014 рік — в конкурсі «Винахід року», який проводив Український інститут промислової власності, комплекс винаходів «Робочий орган роторного траншейного екскаватора» отримав перше місце в абсолютний номінації «Кращий винахід року».
- 2014 рік — Рада Європейської Асоціації Університетів 24 жовтня 2014 року прийняла Національний транспортний університет повноправним членом Європейської Асоціації Університетів.
- 2014 рік — дорожньо-будівельний факультет реорганізовано в факультет транспортного будівництва.
- 2015 рік — на VI міжнародній виставці «Сучасні заклади освіти 2015» (березень 2015 року) НТУ нагороджено Дипломом ГРАН — ПРІ «Лідер вищої освіти України» та Кубком.

## Значення
Із заснуванням Київського автомобільно-дорожнього інституту у Києві відновилася підготовка автомобілістів, дорожників та мостобудівників. Ще до 1930 року таких фахівців вже готували на відповідних факультетах Київського політехнічного інституту, а згодом і Київського інституту народного господарства (згодом на їх базі було створено Харківський автомобільно-дорожній інститут та Дніпропетровський інститут інженерів залізничного транспорту).
За більш ніж 60 років свого існування Національний транспортний університет підготував понад 69 тисяч спеціалістів для України, колишнього СРСР та багатьох країн світу.
КАДІ одним із перших вищих навчальних закладів СРСР запровадив ступеневу підготовку на заочній та вечірній формі навчання, створивши спочатку у Києві, а потім у Кам'янці-Подільському та Луцьку загальнотехнічні факультети.
Університет свого часу першим серед вищих навчальних закладів України розпочав підготовку фахівців з організації дорожнього руху, економіки автомобільного транспорту, економіки дорожнього будівництва, обладнання і технології підвищення зносостійкості та відновлення деталей машин і конструкцій, організації перевезень та управління на транспорті. З урахуванням вимог ринкових відносин та інформатизації транспорту до майбутніх випускників в університеті створено нові кафедри: «Менеджмент та підприємництво», «Транспортні системи та маркетинг», «Економіка та інформатика», «Організація виробництва», «Виробничі системи і сервіс на транспорті», «Транспортне право, системний аналіз та логістика», «Конституційне та адміністративне право».
Університет має 2 корпуси (Головний корпус НТУ та навчально-бібліотечно корпус), центр підготовки водіїв, спортивний комплекс та студмістечко, що складається з 5 гуртожитків.

## Ректори університету
- Даденков Юрій Миколайович (1911—1991) — з 1944 по 1959 роки;
- Вериженко Євген Петрович (1920—1997) — з 1959 по 1984 роки;
- Канарчук Вадим Євгенович (1936—2009) — з 1984 по 2002 рік;
- Дмитриченко Микола Федорович (1952) — з 2003 року по  2024 рік[1];
- Грищук Олександр Казимирович (1957)  —  з 2024 року.

## Викладачі
У КАДІ викладали доктор технічних та фізико-математичних наук М. О. Лаврентьєв (академік і віце-президент AH CPCP, академік АН України та ряду академій країн світу, засновник і голова Сибірського відділення АН CPCP, лауреат Ленінської і Державних премій); відомий фахівець в галузі машинобудування, академік АН України А. О. Василенко; відомий вчений-будівельник, лауреат Державної премії CPCP професор Д. А. Руденко; фізико-хімік, професор В. А. Рейтер (академік АН України, Заслужений діяч науки УРСР); вчений-металург, лауреат Державної премії CPCP О. О. Сігов; математик і механік Микола Кільчевський (згодом академік АН України); механік В. Д. Кубенко (згодом академік НАН України); талановиті вчені Й. І. Гіхман, О. М. Пеньков, С.I.Тетельбаум, І. А. Кириєнко — майбутні члени-кореспонденти АН України; визначний спеціаліст в області тунелебудування, доктор технічних наук, професор Ю. М. Айвазов, відомий мостовик, який очолював кафедру «Мости та тунелі» з 1956 по 1983 р.р. доктор технічних наук, професор Я. Д. Лівшиць.
- Філіпова Галина Андріївна — професор, відзначена орденом княгині Ольги[2].

## Відомі випускники
- Бунін Сергій Валерійович (1971) — український підприємець, політик. Народний депутат України 9-го скликання.
- Гутаревич Юрій Феодосійович (*1940) — фахівець у галузі механіки автомобільного транспорту. Доктор технічних наук, професор, заслужений діяч науки і техніки України.
- Комаров Дмитро Констянтинович — український журналіст, фотограф та телеведучий. Ведучий програми «Світ навиворіт». Заслужений журналіст України (2020).
- Корбан Олег Борисович — громадсько-політичний діяч, заступник голови Аграрної партії, голова Київської обласної організації Аграрної партії, президент громадської організації «Всеукраїнська федерація гольфу», голова Голосіївської районної у місті Києві ради у 2005-2006 роках.
- Приходько Пилип Романович (1925—2004) — військовик РА, учасник нацистсько-радянської війни, повний кавалер ордена Слави.
- Шуляк Олена Олексіївна (1976) — українська політична діячка. Народний депутат України 9 — го скликання. Голова партії «Слуга народу» з 15 листопада 2021 року
- Яків'юк Ігор Васильович — заслужений будівельник України, відомий меценат, провідний менеджер будівельної галузі України, громадський діяч.

## Галерея

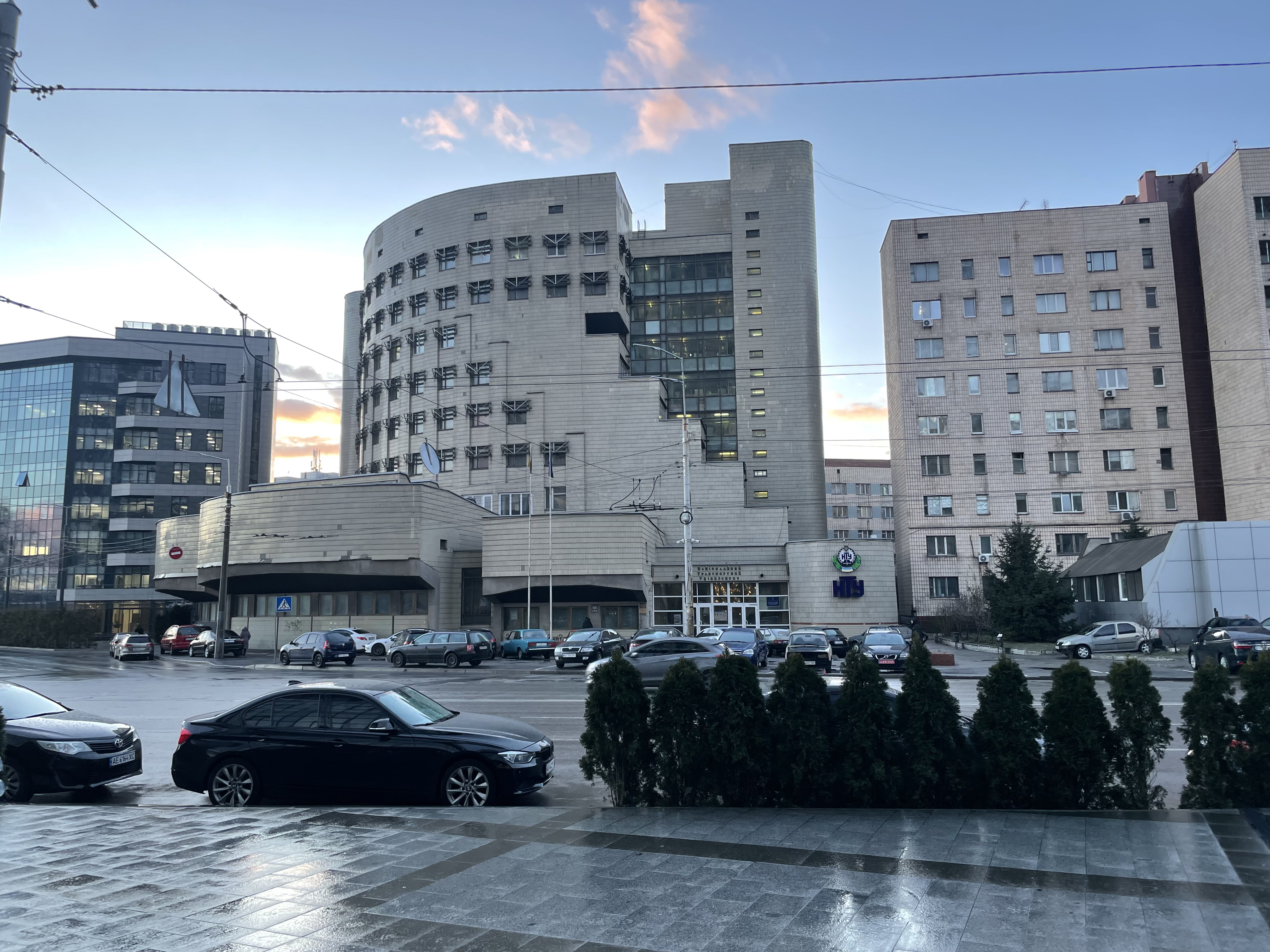
Навчально - бібліотечний корпус на Видубичах (вул. М. Бойчука, 42), лютий 2024
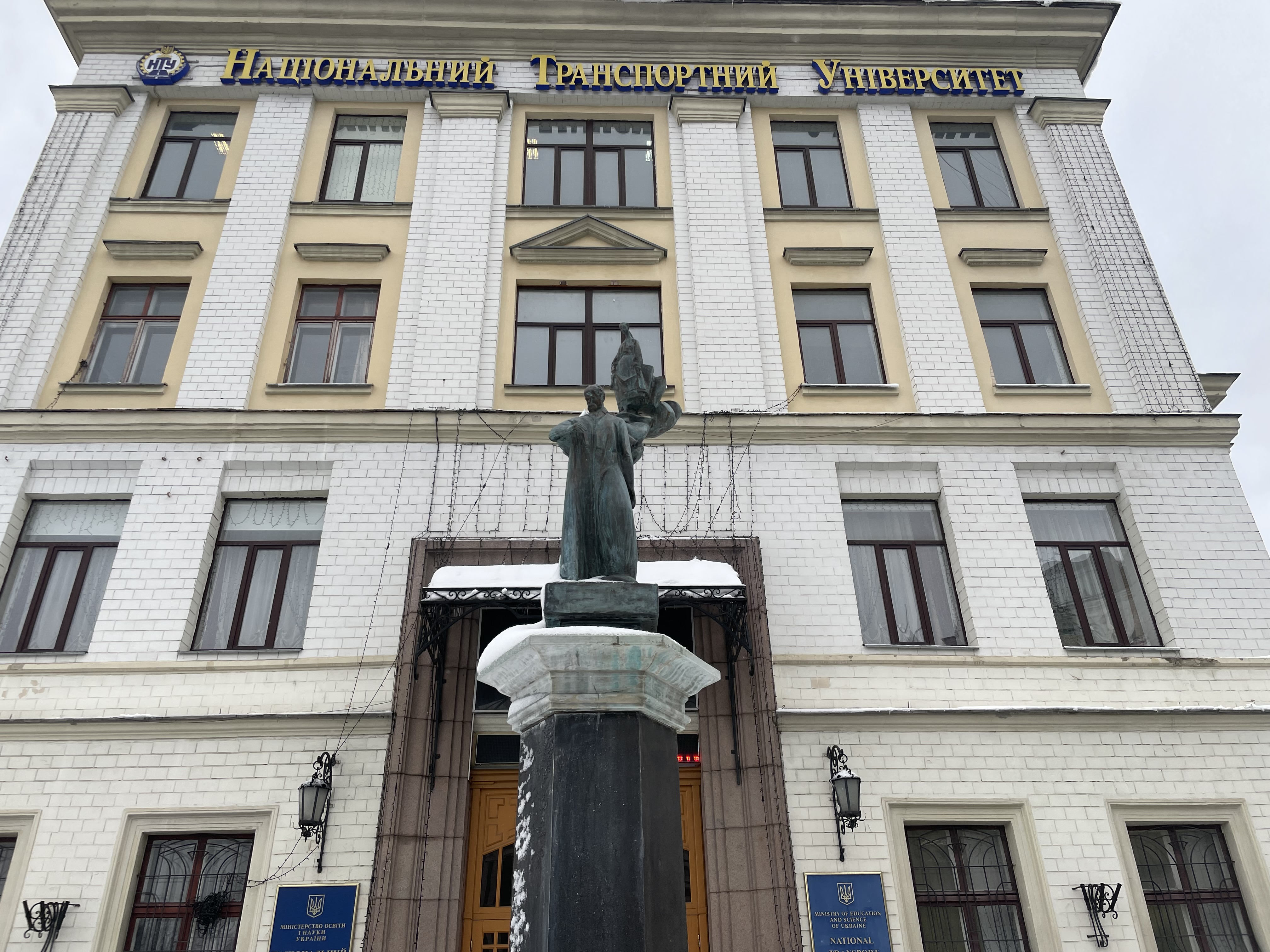
Памʼятник Тарасу Шевченку та Катерині біля входу до головного корпусу, грудень 2023
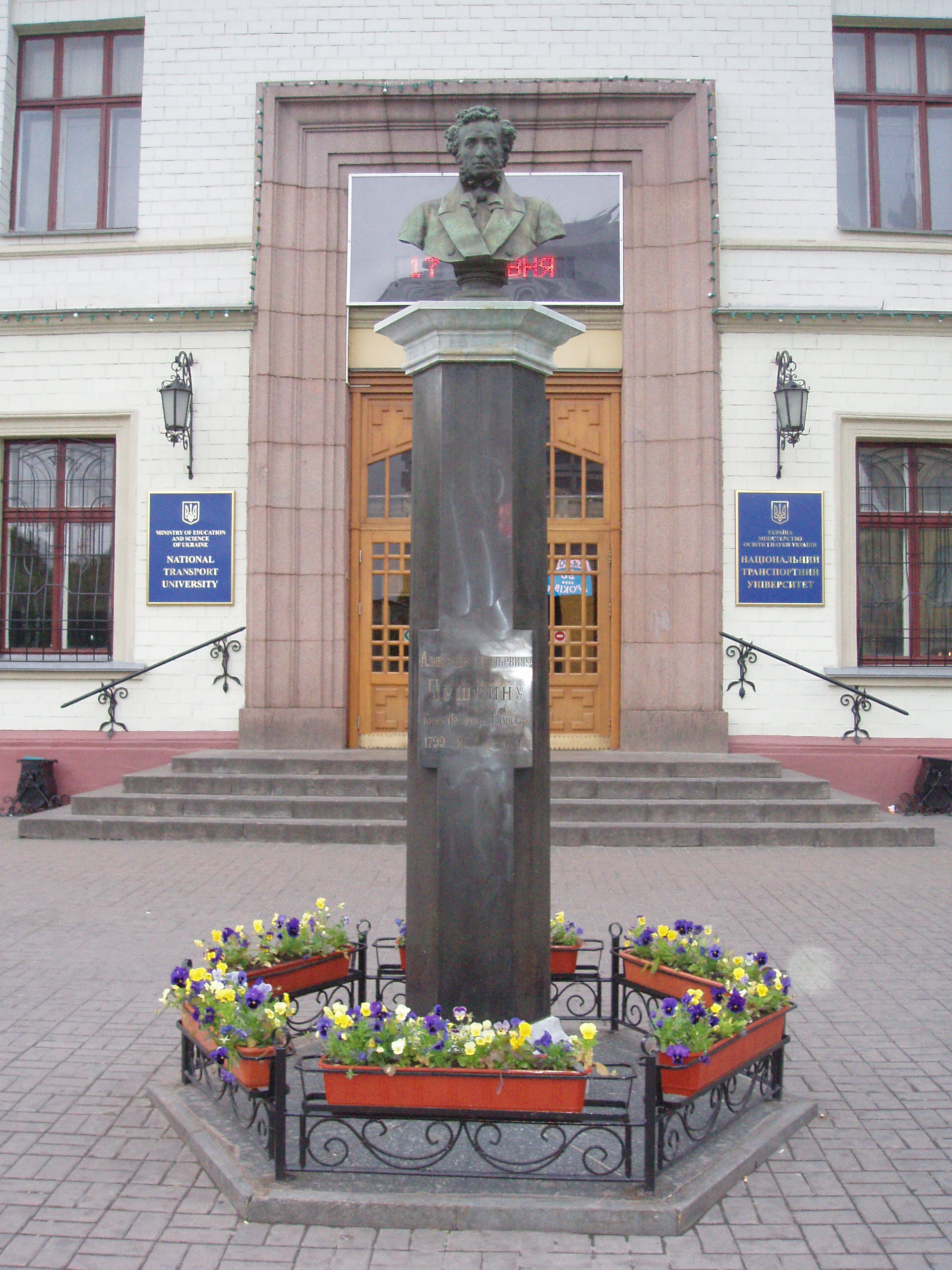
Погруддя Олександру Пушкіну до його демонтажу в 2022, травень 2009
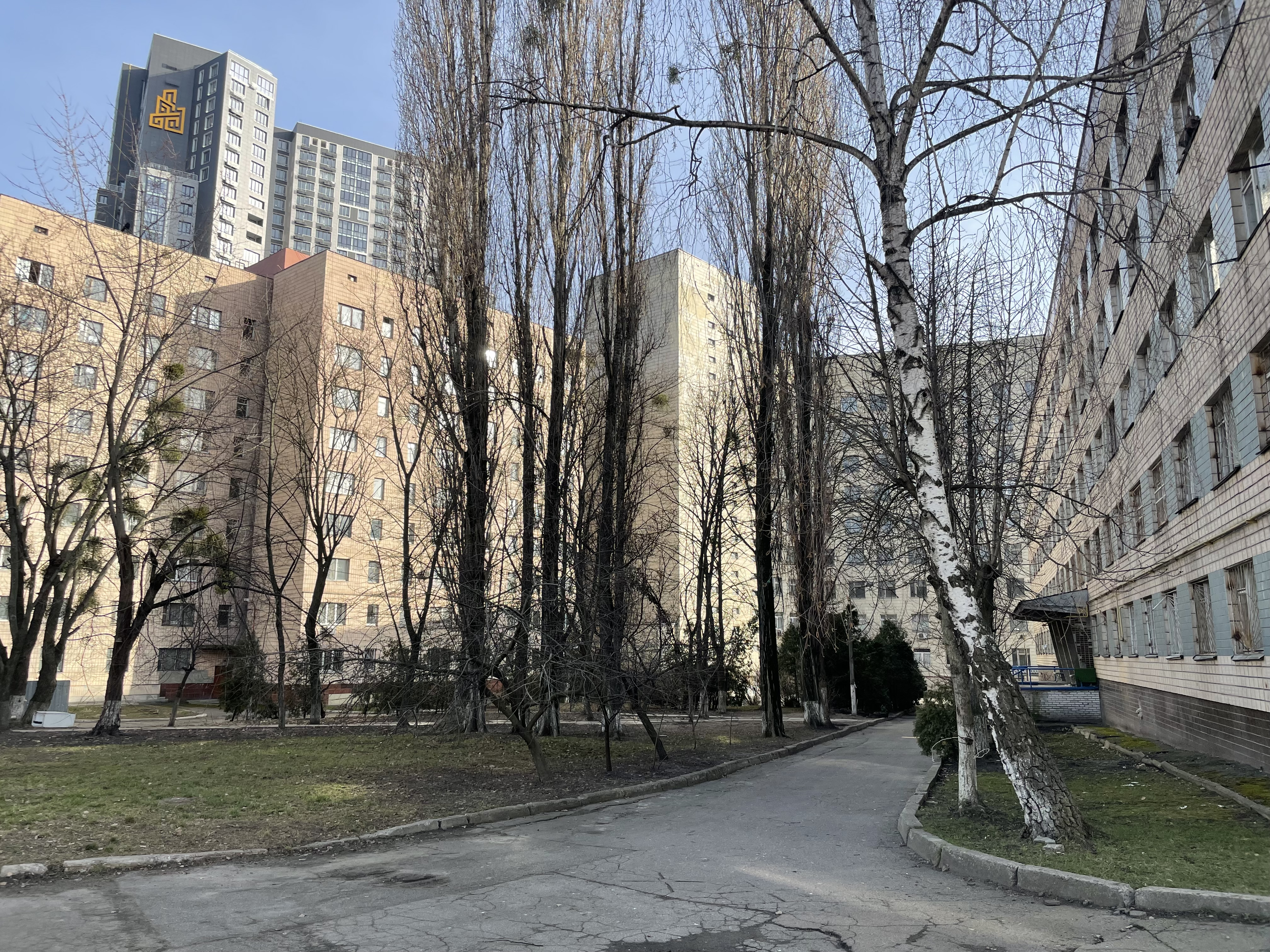
У дворі студмістечка НТУ (4, 5 гуртожитки), лютий 2024
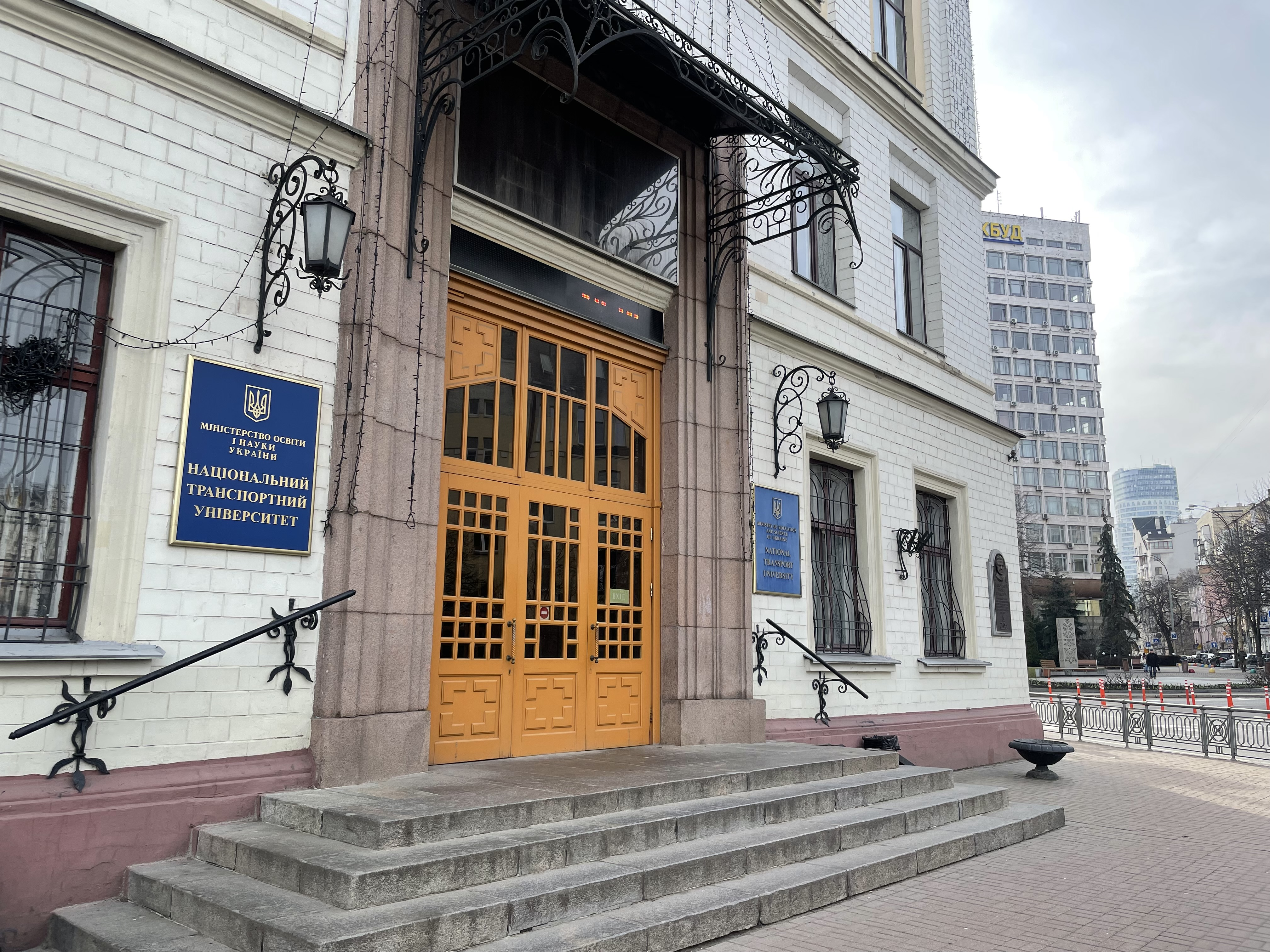
При вході до Національного транспортного університету, березень 2024